# Candidosi
La candidosi (o candidiasi, o moniliosi, o moniliasi) és una infecció per fongs (micosi) de qualsevol de les espècies de Candida (o Monilia), dels quals Candida albicans és la més comuna. La candidosi abasta des d'infeccions superficials, com la candidosi oral i la vaginitis, a infeccions sistèmiques potencialment mortals. Les infeccions sistèmiques per Candida es coneixen com a candidèmia i solen limitar-se a les persones amb immunodeficiència greu (per exemple amb càncer, trasplantaments o sida).

## Formes clíniques
- Vulvovaginitis candidòtica (o Candidosi vulvovaginal)
- Candidosi oral (muguet)
- Intertrigen candidòtic
- Paroníquia candidòtica
- etc.[3]

## Tractament
Les espècies de Candida són un component normal de la microbiota oral i de la intestinal del cos humà. El tractament amb antibiòtics pot eliminar els llevats, competidors naturals dels recursos, i augmentar la gravetat de la malaltia.
En l'àmbit clínic, la candidosi s'acostuma a tractar amb antifúngics. Els més habituals són el clotrimazole tòpic, la nistatina tòpica, el fluconazole i el ketoconazole tòpic.
Per exemple, es coneix que una única dosi de fluconazole (com ara un comprimit de Diflucan de 150 mg administrat per via oral) és efectiu en un 90 per cent contra una infecció vaginal (les persones amb reaccions al·lèrgiques als medicaments del grup dels azols cal que extremin les precaucions; també cal tenir en compte que aquest medicament té diferents nivells de contraindicacions amb altres medicaments). Aquesta dosi només és efectiva per a infeccions vaginals per llevats, i altres tipus d'infeccions per llevats poden requerir tractaments diferents. En infeccions greus (generalment en pacients hospitalitzats), es poden utilitzar l'amfotericina B, la caspofungina, o el voriconazole. El tractament es pot complementar localment amb supositoris vaginals o dutxes vaginals. En períodes de lactància es pot utilitzar violeta de genciana, però si s'empra en grans quantitats pot causar ulceracions a la boca i a la gola dels nadons lactants, i s'ha relacionat amb càncer de boca en humans i càncer del tracte digestiu d'altres animals.
Candida albicans pot generar resistència a medicaments antifúngics, com el fluconazole. En cas d'infeccions recurrents, es pot iniciar un tractament amb altres antifúngics, però també poden desenvolupar resistència.

## Simptomatologia
La majoria de candidiasis són tractables i generen mínimes complicacions, com ara enrogiment, picor i malestar, encara que, si no es tracten, les complicacions poden ser greus o fatals en certs grups de població. En persones amb un sistema immunitari sa, la candidiasi sol ser una infecció molt localitzada de la pell o membranes mucoses, com ara la cavitat oral (candidiasi oral), la faringe o l'esòfag, l'aparell digestiu, la bufeta urinària o els genitals.
La candidiasi és una causa molt comuna d'irritació vaginal (vaginitis) i també pot presentar-se als genitals masculins. En pacients immunodeprimits, les infeccions per Candida poden afectar l'esòfag i es poden tornar sistèmiques, causant una patologia molt més greu, una fungèmia anomenada candidèmia.
La candidiasi oral és molt comuna en els nadons, però no es considera patològica llevat que duri més d'un parell de setmanes.
Els nens, sobretot entre els tres i els nou anys, es poden veure afectats per infeccions cròniques de fongs orals, observades habitualment al voltant de la boca com taques blanques. No obstant això, no és una malaltia comuna.
Els símptomes de la candidiasi poden variar segons l'àrea que afecti. Les infeccions de la vagina o de la vulva poden causar picor intensa, ardor, dolor, irritació i una descàrrega blanquinosa o blanc grisenca amb consistència com de mató, sovint amb una aparença similar a grumolls. Aquests símptomes també són presents en la vaginosi bacteriana més comuna. En un estudi publicat el 2002 a la revista Journal of Obstetrics and Gynecology (Revista d'Obstetrícia i Ginecologia), només una part de les dones que s'estaven automedicant per infecció per fongs la tenien realment. La majoria tenia vaginosi bacteriana o una infecció de tipus mixt. Els símptomes d'una infecció en els genitals masculins inclouen taques o nafres vermelles prop del cap del penis o al prepuci, picor severa o una sensació de cremor. La candidiasi del penis també pot tenir una descàrrega blanca, però és poc comú.